# TW Steel

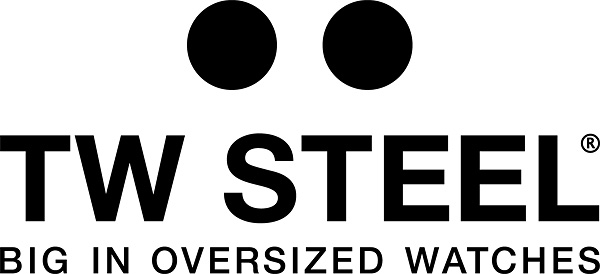
Logo

De TW Steel Group, meestal afgekort tot TW Steel, is een Nederlandse fabrikant van horloges. TW Steel staat voor The Watch in Steel.
Het bedrijf produceert grote polshorloges met een diameter van 40 tot 50 millimeter.

## Geschiedenis
TW Steel werd in 2005 opgericht door de familie Cobelens. Het bedrijf heeft zijn hoofdkantoor in Nederland, heeft een miljoenenomzet en wereldwijd bijna 100 werknemers in dienst.
Van 2009 tot 2014 was het bedrijf een van de sponsoren van verschillende Formule 1-teams en sinds 2014 is TW Steel officieel tijdmeter en sponsor van het Yamaha Factory Racing-team in het wereldkampioenschap MotoGP. Tevens worden de Nederlanders Tim en Tom Coronel door TW Steel gesponsord in onder meer het World Touring Car Championship en de Dakar-rally.